# Tsohom Djapá
Tsohom Djapá (Tsohon-djapa, Tsunhum-Djapá), pleme Catuquinean Indijanaca s juga brazilske države Amazonas, poznato i kao Tyonhwak Dyapa. Ovo pleme gotovo je nestalo, te ih se očuvalo još svega oko 100 (1985) u Vale do Javari, duž rijeka Curuena, Jandiatuba, Jutaí i Itacoaí, na rezervatu što se prostire na 3,338,000 hektara. Služe se jednim dijalektom jezika katukina. 
O Tsohom Djapáma malo je poznato, osim da su nomadski lovci i sakupljači .

## Vanjske poveznice
- Tsohom-Djapá Do Brasil